# بلاغاي
بلاغاي (بالبوسنوية: Blagaj)‏ هي قرية مدينة في المنطقة الجنوبية الشرقية من حوض موستار في كانتون الهرسك-نيريتفا، البوسنة والهرسك.

## التاريخ
بنيت المدينة على أنقاض مدينة بونا من العصر الروماني. دخلت المدينة تحت الحكم العثماني أثناء القرن الخامس عشر، وخلال هذه الفترة أنشئ عدد من المساجد والخانات والكتاتيب على الطراز المعماري العثماني، بالإضافة إلى تكية بلاغاي؛ التي بناها الدراويش.